# Новоселівка (заказник)
Новосе́лівка — лісовий заказник місцевого значення в Україні. Розташований у межах Арбузинського району Миколаївської області, біля села Новоселівка.
Площа 112,7 га. Статус присвоєно згідно з рішенням облради № 448 від 23.10.1984 року. Перебуває у віданні ДП «Вознесенське лісове господарство» (Арбузинське лісництво).
Статус присвоєно для збереження кількох частин лісового масиву з цінними насадженнями дуба; у домішку — ясен, береза, осика. Заказник розташований у долині річки Арбузинка.